# Liste der Stolpersteine im Kölner Stadtteil Höhenberg
Die Liste der Stolpersteine im Kölner Stadtteil Höhenberg führt die vom Künstler Gunter Demnig verlegten Stolpersteine im Kölner Stadtteil Höhenberg auf.
Die Liste der Stolpersteine beruht auf den Daten und Recherchen des NS-Dokumentationszentrums der Stadt Köln, zum Teil ergänzt um Informationen und Anmerkungen aus Wikipedia-Artikeln und externen Quellen. Ziel des Kunstprojektes ist es, biografische Details zu den Personen, die ihren (letzten) freiwillig gewählten Wohnsitz in Köln hatten, zu dokumentieren, um damit ihr Andenken zu bewahren.
Anmerkung: Vielfach ist es jedoch nicht mehr möglich, eine lückenlose Darstellung ihres Lebens und ihres Leidensweges nachzuvollziehen. Insbesondere die Umstände ihres Todes können vielfach nicht mehr recherchiert werden. Offizielle Todesfallanzeigen aus den Ghettos, Haft-, Krankenanstalten sowie den Konzentrationslagern können oft Angaben enthalten, die die wahren Umstände des Todes verschleiern, werden aber unter der Beachtung dieses Umstandes mitdokumentiert.
| Bild                                                       | Name sowie Details zur Inschrift | Adresse                                                         | Zusätzliche Informationen |
| ---------------------------------------------------------- | --- | --------------------------------------------------------------- | --- |
|                                                            | Olpener Straße 64 wohnte Grete Jakobs (Jahrgang 1908), geb. Mosbach Deportiert 1942 Verhaftet 17. Dezember 1935 Theresienstadt 1944 Auschwitz Ermordet                                            | Olpener Str. 6 (Standort)                                       | Grete Morsbach wurde am 13. März 1908 im westfälischen Hohenlimburg geboren und das einzige Kind von Martha und Gustav Mosbach. Sie wuchs in Köln auf. Ihr Vater war Teilhaber der Lebensmittelgroßhandlung „Mosbach, Wahl & Co“ am Heumarkt. 1930 starb ihre Mutter Martha, und der Vater heiratete erneut. 1931 heiratete sie in Köln-Kalk Leo Jakobs. Er wurde am 30. Juli 1905 als Sohn von Jakob und Franziska Jakobs in Gürzenich bei Düren geboren. Er hatte einen ein Jahr älteren Bruder, Gustav, und eine fünf Jahre jüngere Schwester, Karoline. Er stammte aus einer Familie von Metzgern und Viehhändlern: Schon sein Urgroßvater, sein Großvater und sein Vater waren in diesen Branchen tätig gewesen. Wann genau Jakobs nach Köln zog und wo er arbeitete, ist unbekannt. Leo und Grete Jakobs wohnten in Vingst in der Heßhofstraße 30 und zogen Jahr 1937 in die Olpener Straße 64. Am 12. Oktober 1933 wurden sie erstmals Eltern. Sohn Rolf wurde im Israelitischen Krankenhaus in der Ottostraße geboren; am 23. August 1938 folgte Tochter Ruth Rachel. Vermutlich um 1939 musste die Familie ihr Wohnung räumen und in ein „Ghettohaus“ im linksrheinischen Köln ziehen. 1942 verbrachte sie einige Tage oder Wochen in der St. Apern-Straße 29–31. Von dort aus wurden sie am 18. September 1942 in das Ghetto Theresienstadt deportiert, wo sie zwei Jahre unter menschenunwürdigen Umständen lebten. Am 28. September 1944 wurde Leo Jakobs von dort aus in das Vernichtungslager Auschwitz-Birkenau verschleppt und ermordet, wenige Tage später wurden auch Grete Jakobs und ihre Kinder in Auschwitz-Birkenau ermordet. |
|                                                            | Olpener Straße 64 wohnte Leo Jakobs (Jahrgang 1905) Deportiert 1942 Verhaftet 17. Dezember 1935 Theresienstadt 1944 Auschwitz Ermordet                                                            | Olpener Str. 6 (Standort)                                       | Grete Morsbach wurde am 13. März 1908 im westfälischen Hohenlimburg geboren und das einzige Kind von Martha und Gustav Mosbach. Sie wuchs in Köln auf. Ihr Vater war Teilhaber der Lebensmittelgroßhandlung „Mosbach, Wahl & Co“ am Heumarkt. 1930 starb ihre Mutter Martha, und der Vater heiratete erneut. 1931 heiratete sie in Köln-Kalk Leo Jakobs. Er wurde am 30. Juli 1905 als Sohn von Jakob und Franziska Jakobs in Gürzenich bei Düren geboren. Er hatte einen ein Jahr älteren Bruder, Gustav, und eine fünf Jahre jüngere Schwester, Karoline. Er stammte aus einer Familie von Metzgern und Viehhändlern: Schon sein Urgroßvater, sein Großvater und sein Vater waren in diesen Branchen tätig gewesen. Wann genau Jakobs nach Köln zog und wo er arbeitete, ist unbekannt. Leo und Grete Jakobs wohnten in Vingst in der Heßhofstraße 30 und zogen Jahr 1937 in die Olpener Straße 64. Am 12. Oktober 1933 wurden sie erstmals Eltern. Sohn Rolf wurde im Israelitischen Krankenhaus in der Ottostraße geboren; am 23. August 1938 folgte Tochter Ruth Rachel. Vermutlich um 1939 musste die Familie ihr Wohnung räumen und in ein „Ghettohaus“ im linksrheinischen Köln ziehen. 1942 verbrachte sie einige Tage oder Wochen in der St. Apern-Straße 29–31. Von dort aus wurden sie am 18. September 1942 in das Ghetto Theresienstadt deportiert, wo sie zwei Jahre unter menschenunwürdigen Umständen lebten. Am 28. September 1944 wurde Leo Jakobs von dort aus in das Vernichtungslager Auschwitz-Birkenau verschleppt und ermordet, wenige Tage später wurden auch Grete Jakobs und ihre Kinder in Auschwitz-Birkenau ermordet. |
|                                                            | Olpener Straße 64 wohnte Rolf Jakobs (Jahrgang 1933) Deportiert 1942 Verhaftet 17. Dezember 1935 Theresienstadt 1944 Auschwitz Ermordet                                                           | Olpener Str. 6 (Standort)                                       | Grete Morsbach wurde am 13. März 1908 im westfälischen Hohenlimburg geboren und das einzige Kind von Martha und Gustav Mosbach. Sie wuchs in Köln auf. Ihr Vater war Teilhaber der Lebensmittelgroßhandlung „Mosbach, Wahl & Co“ am Heumarkt. 1930 starb ihre Mutter Martha, und der Vater heiratete erneut. 1931 heiratete sie in Köln-Kalk Leo Jakobs. Er wurde am 30. Juli 1905 als Sohn von Jakob und Franziska Jakobs in Gürzenich bei Düren geboren. Er hatte einen ein Jahr älteren Bruder, Gustav, und eine fünf Jahre jüngere Schwester, Karoline. Er stammte aus einer Familie von Metzgern und Viehhändlern: Schon sein Urgroßvater, sein Großvater und sein Vater waren in diesen Branchen tätig gewesen. Wann genau Jakobs nach Köln zog und wo er arbeitete, ist unbekannt. Leo und Grete Jakobs wohnten in Vingst in der Heßhofstraße 30 und zogen Jahr 1937 in die Olpener Straße 64. Am 12. Oktober 1933 wurden sie erstmals Eltern. Sohn Rolf wurde im Israelitischen Krankenhaus in der Ottostraße geboren; am 23. August 1938 folgte Tochter Ruth Rachel. Vermutlich um 1939 musste die Familie ihr Wohnung räumen und in ein „Ghettohaus“ im linksrheinischen Köln ziehen. 1942 verbrachte sie einige Tage oder Wochen in der St. Apern-Straße 29–31. Von dort aus wurden sie am 18. September 1942 in das Ghetto Theresienstadt deportiert, wo sie zwei Jahre unter menschenunwürdigen Umständen lebten. Am 28. September 1944 wurde Leo Jakobs von dort aus in das Vernichtungslager Auschwitz-Birkenau verschleppt und ermordet, wenige Tage später wurden auch Grete Jakobs und ihre Kinder in Auschwitz-Birkenau ermordet. |
|                                                            | Olpener Straße 64 wohnte Ruth Rachel Jakobs (Jahrgang 1938) Deportiert 1942 Verhaftet 17. Dezember 1935 Theresienstadt 1944 Auschwitz Ermordet                                                    | Olpener Str. 6 (Standort)                                       | Grete Morsbach wurde am 13. März 1908 im westfälischen Hohenlimburg geboren und das einzige Kind von Martha und Gustav Mosbach. Sie wuchs in Köln auf. Ihr Vater war Teilhaber der Lebensmittelgroßhandlung „Mosbach, Wahl & Co“ am Heumarkt. 1930 starb ihre Mutter Martha, und der Vater heiratete erneut. 1931 heiratete sie in Köln-Kalk Leo Jakobs. Er wurde am 30. Juli 1905 als Sohn von Jakob und Franziska Jakobs in Gürzenich bei Düren geboren. Er hatte einen ein Jahr älteren Bruder, Gustav, und eine fünf Jahre jüngere Schwester, Karoline. Er stammte aus einer Familie von Metzgern und Viehhändlern: Schon sein Urgroßvater, sein Großvater und sein Vater waren in diesen Branchen tätig gewesen. Wann genau Jakobs nach Köln zog und wo er arbeitete, ist unbekannt. Leo und Grete Jakobs wohnten in Vingst in der Heßhofstraße 30 und zogen Jahr 1937 in die Olpener Straße 64. Am 12. Oktober 1933 wurden sie erstmals Eltern. Sohn Rolf wurde im Israelitischen Krankenhaus in der Ottostraße geboren; am 23. August 1938 folgte Tochter Ruth Rachel. Vermutlich um 1939 musste die Familie ihr Wohnung räumen und in ein „Ghettohaus“ im linksrheinischen Köln ziehen. 1942 verbrachte sie einige Tage oder Wochen in der St. Apern-Straße 29–31. Von dort aus wurden sie am 18. September 1942 in das Ghetto Theresienstadt deportiert, wo sie zwei Jahre unter menschenunwürdigen Umständen lebten. Am 28. September 1944 wurde Leo Jakobs von dort aus in das Vernichtungslager Auschwitz-Birkenau verschleppt und ermordet, wenige Tage später wurden auch Grete Jakobs und ihre Kinder in Auschwitz-Birkenau ermordet. |
|                                                            | Bamberger Straße 16 wohnte Michael Krath (Jahrgang 1907) Im Widerstand / KPD Verhaftet 1933 'Vorbereitung zum Hochverrat' Entlassen 1935 Flucht Spanien Intern. Brigaden Tot Juli 1937 Guadarrama | Bamberger Str. 16 (Standort)                                    | |
| Stolperstein für Adam Kurz (Meininger Straße 1)            | Meininger Str. 1 wohnte Adam Kurz (Jahrgang 1904) Im Widerstand / SPD Verhaftet 17. Dezember 1935 'Vorbereitung zum Hochverrat' Verurteilt 16. Juni 1936 4 Jahre Zuchthaus Schicksal unbekannt    | Meininger Str. 1 (Verlegestelle Ecke Arnstädter Weg) (Standort) | Der am 5. Oktober 2016 verlegte Stolperstein erinnert an Adam Kurz |
|                                                            | Hier wohnte Markus 'Max' Meyer (Jahrgang 1868) verhaftet 1944 1945 KZ Buchenwald ermordet 11.3.1945                                                                                               | Münchener Straße 35 (Standort)                                  | |
| Stolperstein für Ludwig Peter Mois (Koburger Straße 76)    | Hier wohnte Ludwig Peter Mois (Jahrgang 1876) Im Widerstand Gewerkschafter Verhaftet 1944 Sachsenhausen Ermordet 1945 Bergen-Belsen                                                               | Koburger Str. 76 (Standort)                                     | Der am 11. März 2015 verlegte Stolperstein erinnert an Ludwig Peter Mois, geboren 1876. Ludwig Peter Mois war ein politisch verfolgter Gewerkschafter. Er wurde 1944 verhaftet und im KZ Sachsenhausen inhaftiert. 1945 wurde er im KZ Bergen-Belsen ermordet. |
| Stolperstein für Wilhelm Pertz (Olpener Straße 61)         | Hier wohnte Wilhelm Pertz Im Widerstand / SAPD Verhaftet 1935 'Vorbereitung zum Hochverrat' Verurteilt 1937 Mehrere Haftanstalten Befreit/Überlebt                                                | Olpener Str. 61 (Verlegestelle Ecke Fuldaer Straße) (Standort)  | Der am 11. März 2015 verlegte Stolperstein erinnert an Wilhelm Perz, geboren am 21. Juli 1893 in Mülheim bei Köln. Der gelernte Schmied Wilhelm Perz wurde 1911 Mitglied der SPD. Am 10. September 1915 heiratete er Anna Maria Eidmann. 1931 trat er in die neugegründete SAPD ein. Dort lernte er den Fotografen Erich Sander kennen. Nach der Machtergreifung der Nationalsozialisten wurde er aus dem Dienst als Arbeiter im Städtischen Fuhrpark als „politisch unzuverlässig“ entlassen. 1935 wurde Wilhelm Perz von der Düsseldorfer Gestapo verhaftet und gefoltert. 1936 wurde Anklage gegen ihn beim Volksgerichtshof in Berlin wegen „Vorbereitung zum Hochverrat“ erhoben. Im Januar 1937 wurde er zu einer Zuchthausstrafe von acht Jahren verurteilt und in der Strafanstalt Siegburg inhaftiert. Dort saß Perz bis Dezember 1940 in Einzelhaft. Ab Januar 1941 wurde er zu Arbeiten in einem der Außenarbeitskommandos eingesetzt. So gelang es ihm, Briefe, Negative und Abzüge seines Mithäftlings Erich Sander aus dem Gefängnis herauszubringen und Kontakt zu Erich Sanders Mutter aufzunehmen. Nach dem Ende seiner Haftstrafe im Januar 1944 wurde Wilhelm Perz in das KZ Sachsenhausen verschleppt und einige Wochen später in das KZ Ravensbrück. Er überlebte den Todesmarsch nach Raben Steinfeld und wurde kurz vor Ende des Krieges befreit. Am 25. Mai 1944 kehrte Wilhelm Perz in gestreifter KZ-Kleidung wieder zurück nach Köln. 1958 wurde er als Stadtverordneter für die SPD in den Rat der Stadt Köln gewählt. Wilhelm Perz verstarb am 29. Juli 1965 im Alter von 72 Jahren in seiner Wohnung in Köln-Höhenhaus. Seine Tochter Leni (1917–2009) war verheiratet mit dem trotzkistischen Politiker Georg Jungclas. |
| Stolperstein für Walter H.E. Schwendt (Bamberger Straße 6) | Hier wohnte Walter H. E. Schwendt (Jahrgang 1902) Zeuge Jehovas Verhaftet 7. Juni 1935 KZ Esterwegen Überlebt                                                                                     | Bamberger Str. 6 (Standort)                                     | Der Stolperstein erinnert an Walter Heinrich Ernst Schwendt, geboren am 16. Juli 1902 in Köln. Der Tiefbauarbeiter Walter Schwendt wurde evangelisch getauft, ist aber 1931 aus der Kirche ausgetreten. Später kam er mit der Internationalen Bibelforscher-Vereinigung in Kontakt und traf sich zu Bibelbesprechungen. Er betätigte sich am Predigerdienst und Missionieren mit der Zeugniskarte in Köln-Mülheim. Anfang Mai 1935 wurde er wegen „Betätigung für die Internationale Bibelforscher-Vereinigung“ verhaftet und bis Juli 1935 im Kölner Gefängnis Klingelpütz inhaftiert. Von dort aus wurde er in das Emslandlager KZ Esterwegen verlegt. Am 25. Oktober 1935 wurde er wieder entlassen, stand aber weiter unter Beobachtung der NS-Behörden. Walter Heinrich Ernst Schwendt starb am 18. August 1953 an den Folgen einer Tuberkulose. |
| Stolperstein für Franz Vehlow Weimarer Straße 15           | Hier wohnte Franz Vehlow (Jahrgang 1894) Im Widerstand/KPD Flucht 1934 Saargebiet 1936 Spanien Internationale Brigaden Tot 1. Dezember 1936 Madrid                                                | Weimarer Str. 16 (Standort)                                     | Der am 11. September 2018 verlegte Stolperstein erinnert an Franz Vehlow, geboren am 24. Oktober 1895 in Kalk (heute Köln-Kalk). Franz Vehlow wurde in der Vietorstraße in Kalk geboren und war der Sohn eines Fabrikarbeiter. Franz Vehlow erlernte bei Klöckner-Humboldt-Deutz den Beruf des Drehers. Zunächst Mitglied der USPD und später der KPD wurde er der einzige kommunistische Betriebsrat bei KHD. Sein Mandat für den Leipziger ADGB-Kongress im September 1928 wurde für ungültig erklärt. Nach einer Unterschriftensammlung gegen die Aberkennung seines Mandats wurde er von KHD entlassen. 1929 wurde Franz Vehlow hauptamtlicher Funktionär der Bezirksleitung der KPD im Bezirk Mittelrhein. In den Jahren 1929 und 1930 war er Redakteur beim Königsberger „Echo des Ostens“ und wirkte als Orgleiter der KPD in Ostpreußen. Zwischenzeitlich arbeitete er als Sekretär für den KPD-Reichstagsabgeordneten Fritz Selbmann. 1931 wurde er in der M-Schule der Komintern in Moskau ausgebildet. Noch vor 1933 gehörte er unter dem Decknamen Louis Schuster dem militärpolitischen Apparat (M- bzw. AM-Apparat) der KPD an. Nach der Verhaftung Ernst Thälmanns im März 1933 leitete er im Auftrag des ZK der KPD die parteiinterne Untersuchung der Umstände dieser Festnahme. 1934 flüchtete Franz Vehlow über das Saargebiet in die Schweiz. Als Leiter der Roten Hilfe und Mitarbeiter des Komintern-Nachrichtendienstes OMS wurde er in der Schweiz verhaftet und nach Frankreich abgeschoben. Dort arbeitete er bis 1936 in der Pariser zentralen Emigrationsleitung der KPD. 1936 ging er nach Spanien und wurde, unter dem Decknamen Louis Schuster, Politkommissar des Thälmann-Bataillons im Spanischen Bürgerkrieg. Am 1. Dezember 1936 starb Franz Vehlow alias Louis Schuster an der Seite Hans Beimlers während eines Inspektiongangs durch die Stellungen seines Bataillons nahe dem Moncloa-Palast. Franz Vehlow wurde auf dem Friedhof von Fuencarral in Madrid beerdigt. Den Stolperstein stifteten Isabel Martinez und Jesus Rodrigez. |

## Quelle
- NS-Dokumentationszentrum - Stolpersteine | Erinnerungsmale für die Opfer des Nationalsozialismus (Stadtteilliste Höhenberg)